# Annona exsucca
Annona exsucca este o specie de plante angiosperme din genul Annona, familia Annonaceae, descrisă de Dc.. Conform Catalogue of Life specia Annona exsucca nu are subspecii cunoscute.